# Karangasem (Petarukan)
Karangasem is een bestuurslaag in het regentschap Pemalang van de provincie Midden-Java, Indonesië. Karangasem telt 3804 inwoners (volkstelling 2010).